# Dipesh Chakrabarty

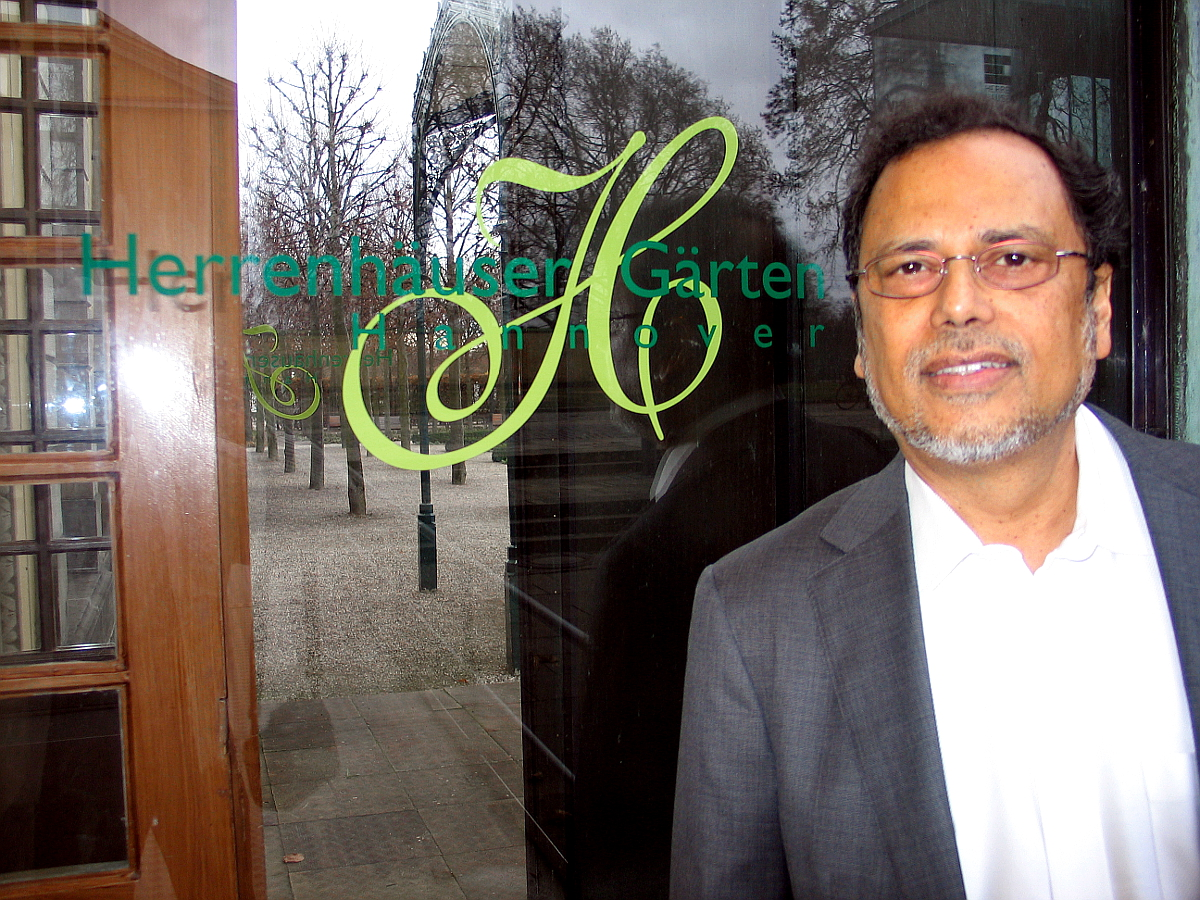
Dipesh Chakrabarty 2012 en Herrenhausen en la conferencia Already Beyond? - 40 Years Limits to Growth

Dipesh Chakrabarty (n. el 15 de diciembre de 1948 en Calcuta) es un historiador bengalí, integrante del Grupo de Estudios Subalternos y enfocado en estudios poscoloniales. 

## Formación académica
Estudió física en el Presidency College de Calcuta, un diplomado en gestión de negocios en el Indian Institute of Management y un doctorado en Historia por la Universidad Nacional de Australia en Canberra.

### Actividad académica
Actualmente es profesor de historia, lenguas sudasiáticas y civilizaciones en el Departamento de Historia de la Universidad de Chicago. Es profesor visitante en el Centro para el Estudio de las Ciencias Sociales de Calcuta, y editor de la revista académica Public Culture publicada por la Universidad de Duke. Integra el Grupo de Estudios Subalternos.

### Principales líneas de investigación
Sus principales tesis están expuestas en las obras Al margen de Europa (Provincializing Europe) y Repensando la historia de la clase obrera (Rethinking Working-Class History). En la primera, Chakrabarty plantea las paradojas sobre las civilizaciones europeas colonialistas que no aplicaron conceptos ideológicos derivados de la Ilustración como ciudad, estado, sociedad o igualdad ante las leyes, de forma homogénea en las colonias de Asia y África, y por tanto, deben ser repensados en los contextos poscoloniales.
Desde el año 2009 ha estado investigando el problema de calentamiento global, realizando aportaciones teóricas respecto a lo que implica pensar la historia de la humanidad en la era del "Antropoceno". Ello ha enriquecido sus reflexiones sobre los estudios poscoloniales, cuyos planteamientos expone en su libro "Clima y Capital"

## Obras
- Habitations of Modernity: Essays in the Wake of Subaltern Studies (2002)
- Provincializing Europe: Postcolonial Thought and Historical Difference (2000)
- Rethinking Working-Class History: Bengal, 1890-1940 (1989)
- Cosmopolitanism (2002, editor, en colaboración con Carol Breckenridge, Sheldon Pollock, y Homi K. Bhabha)
- Subaltern Studies (Vol. 9 editor, con Shahid Amin)
- Dixit: El humanismo en la era de la globalización, Buenos Aires y Madrid, Katz Barpal Editores, 2009, ISBN 978-84-96859-52-4
- Al margen de Europa (2008, Tusquets Editores)
- "Clima y Capital" (2021, Mimesis)